# Flugplatz Schleswig-Kropp

i7
i11
i13
Der Flugplatz Schleswig-Kropp (ICAO-Code: EDXC) ist ein Sonderlandeplatz und liegt bei der Ortschaft Kropp südlich der Stadt Schleswig, Kreis Schleswig-Flensburg in Schleswig-Holstein. Der Flugbetrieb wurde am 18. Mai 1968 eröffnet.

## Geschichte
Der Sonderlandeplatz gehört dem heutigen Aero-Club Kropp. Seine Ursprünge hat er im Deutschen Aeroclub, Luftsportverband Schleswig, einem 1949 gegründeten Luftsportverein. Nach dem Zweiten Weltkrieg begannen die 34 Gründungsmitglieder des Vereins, unterstützt durch norwegische und britische Luftwaffenangehörige, mit der Segelflugausbildung auf dem Gelände des Militär-Fliegerhorstes Schleswig. Als der Fliegerhorst an die neugegründeten westdeutschen Marineflieger übergeben wurde, wurde die private Nutzung des Geländes nicht mehr geduldet.
Von der Diakonie in Kropp erhielt der Verein in der Nähe zur B 77 ein geeignetes Wiesenstück zur Pacht. Später konnte das Grundstück erworben werden.
Das Grundstück lag in der Kontrollzone des benachbarten Marinefliegergeschwaders, so dass von dort eine Erlaubnis zum Flugbetrieb erfolgen musste. Mit Auflagen hinsichtlich der An- und Abflugstrecken, Funkfrequenzen und der Anmeldung des Flugbetriebes gab der damalige Kommodore Admiral Günter Luther seine Zustimmung. Zudem wurde grundsätzlich untersagt, gewerblichen Flugverkehr auf dem Platz zu betreiben.
Bereits am 24. März 1967 landete Kurt Olk als erster Motorflieger mit der Cessna 172 (D-EFBS) auf dem Gelände des neuen Flugplatzes Schleswig-Kropp, die offizielle Inbetriebnahme erfolgte am 18. Mai 1968 im Rahmen eines Flugtages.

## Gebäude
Neben einer Segelflughalle und einer Wellblech-Rundhalle für Motorflieger wurde 1990 eine große Halle für Ultraleichtflugzeuge gebaut.

## Weitere Entwicklung
Das Verbot des gewerblichen Flugbetriebes bewahrte später den Club davor, dass kommerzielle Interessenten den Platz kauften.
Der Rendsburger Nachbarverein hatte zuvor sein Gelände auf dem „Kamp“ verloren und Probleme mit dem gewerblichen Flugbetrieb auf dem Flugplatz Rendsburg-Schachtholm bekommen. So kam es am 3. Oktober 1970 zur Fusion mit dem AeC Schleswig. 1991 wurde eine Sparte Ultraleichtflieger gegründet. 2005 wurde der Aero-Club der Kreise Schleswig-Flensburg / Rendsburg-Eckernförde e. V. in Aero-Club Kropp umbenannt. 1994 gewann der Verein die Deutsche Meisterschaft im Streckensegelflug.